# Yunnanozoon
Yunnanozoon je vyhynulý primitivní strunatec ze spodního kambria (před 525 miliony lety). Byl nalezen v čínské provincii Jün-nan v lokalitě Čcheng-ťiang (anglický přepis Chengjiang). Zřejmě již má chordu zasahující až k hlavě, endostyl, žaberní oblouky, segmentované svalstvo a gonády. Jeho zařazení není jasné, často býval považován za bezlebečného, ačkoliv některé studie ho považují za žaludovce.